# 伊内·舍费尔
伊内·舍费尔（德語：Ine Schäffer，1923年3月28日—2009年3月19日），奥地利女子田径运动员。她曾代表奥地利参加1948年夏季奥林匹克运动会田径比赛，获得女子铅球铜牌。她于2009年在加拿大去世。